# Rob Metz
R.T. (Rob) Metz (9 juli 1958) is een Nederlands bestuurder en VVD-politicus. Sinds 28 november 2013 is hij burgemeester van Soest.

## Biografie
Hij heeft gestudeerd aan het Nederlands Wetenschappelijk Instituut voor Toerisme (NWIT) in Breda. Daarna werkte hij enkele jaren bij een reisbureau en na verloop van tijd maakte hij de overstap naar de uitzendbranche. Zo was hij rond 2000 national accountmanager bij Vedior. Vervolgens was Metz enige tijd lobbyist voor de Algemene Bond Uitzendondernemingen (ABU).
In 2003 werd hij wethouder in Apeldoorn, waar hij onder meer grond en grondzaken in zijn portefeuille had. Door de kredietcrisis zakten de kantoren- en huizenmarkt in en kwam de gemeente Apeldoorn in de problemen. Een onderzoekscommissie schreef daarover het rapport ‘De grond wordt duur betaald’. Volgens dat rapport zou Metz de gemeenteraad onvolledig en te laat hebben ingelicht over de verliezen van het grondbedrijf die kunnen oplopen tot 200 miljoen euro. Daarnaast zou hij te veel op de stoel van de ambtenaar hebben gezeten. Na het uitkomen van dat rapport stapte hij in 2012 op als wethouder.
In november 2012 werd Metz de waarnemend burgemeester van Overbetuwe. Vervolgens was hij vanaf 2 juli 2013 waarnemend burgemeester van Oost Gelre. Op 12 november 2013 werd hij benoemd tot burgemeester van Soest. Op 28 november 2013 werd hij in deze gemeente geïnstalleerd.